# Eric Mauffrey
Eric Mauffrey (ur. 11 listopada 1950) – francuski kierowca rajdowy. W latach 1987–1992 brał udział w pięciu eliminacjach WRC w Volkswagenie Golfie i w Renault. Od 1992 roku startował w Mistrzostwach Francji. W 2004 roku wycofał się z rajdowej sceny.